# Samsic
Samsic er en fransk servicevirksomhed, der er baseret i Cesson-Sévigné, Bretagne.
Le Groupe Samsic blev etableret i 1986 af Christian Roulleau, der havde fokus på industrirengøring. Siden da har de udvidet forretningen til en række serviceydelser på kontraktaftaler, hvilket inkluderer rengøring, sikkerhed og vedligehold. I dag driver de virksomhed i 27 lande igennem diverse datterselskaber.
Samsic har 117.000 ansatte og en årsomsætning på 3,5 mia. euro.

## Datterselskaber
- Hubsafe CDG
- 7 Accueil (Groupe SETS)
- AAF La Providence
- Asertec (Groupe SETS)
- Axe Travail Temporaire (Axe TT)
- Bimex SRL
- Cleversys
- Eko Poslovi
- Forget Formation
- Impirio
- Interclean
- K2 Propreté
- Groupe LG
- Lurati Emploi
- Mayday Sécurité (Groupe SETS)
- Mayday Installations Sécurité (Groupe SETS)
- Multi Masters
- Onet Belgien
- Seni
- Groupe SETS[5]
- Groupe TEP[6]